# Bibo, Novi Meksiko
Bibo je popisom određeno mjesto i neuključeno područje u okrugu Ciboli u američkoj saveznoj državi Novom Meksiku. Prema popisu stanovništva SAD 2010. ovdje je živjelo 140 stanovnika. 

## Ime
Naselje je dobilo ime po braći Bibo koji su prvi doselili u ovaj kraj. Drugo ime koje se javlja za ovo naselje jest Seboyetita.

## Zemljopis
Nalazi se na 35°10′27″N 107°23′19″W / 35.17417°N 107.38861°W. Prema Uredu SAD-a za popis stanovništva, zauzima 23,17 km2 površine, od čega 23,14 suhozemne.
Smješteno je 21 km sjeverno od Lagune na Route 279 (sjeverno od međudržavne prometnice br. 40. U naselju je bar i grill te vjetroelektranski projekt Nextera Energy. 

## Stanovništvo
Prema podatcima popisa 2010. ovdje je bilo 140 stanovnika, 54 kućanstva od čega 41 obiteljsko, a stanovništvo po rasi bili su 40,7% bijelci, 1,4% "crnci ili afroamerikanci", 0,0% "američki Indijanci i aljaskanski domorodci", 0,0% Azijci, 0,0% "domorodački Havajci i ostali tihooceanski otočani", 50,7% ostalih rasa, 3,6% dviju ili više rasa. Hispanoamerikanaca i Latinoamerikanaca svih rasa bilo je 86,4%.